# A Fővárosi Nagycirkusz 2015-ös évadja
Ez a szócikk a Fővárosi Nagycirkuszhoz kapcsolódó fejezet.
A Fővárosi Nagycirkusz 2015-ös évadja január 10-én kezdődött és december 31-én ért véget. A Nagycirkusz harmadik nemzeti cirkuszévadja során összesen három különböző műsort mutattak be.

## Az évad műsorai
| Az előadás címe         | Szezon      | Premier előadás  | Utolsó előadás      | Megjegyzések                      |
| ----------------------- | ----------- | ---------------- | ------------------- | --------------------------------- |
| Magyar Cirkuszcsillagok | tél         | 2015. január 10. | 2015. március 15.   | Magyar artistaművészek gálaműsora |
| Circussimo!             | tavasz–nyár | 2015. április 4. | 2015. augusztus 30. | Hagyományos cirkuszi előadás      |
| Balance                 | ősz         | 2015. október 3. | 2015. december 31.  | Hagyományos cirkuszi előadás      |

## Magyar Cirkuszcsillagok
A Fővárosi Nagycirkusz január 10-én tűzte műsorra Magyar Cirkuszcsillagok című 2015-ös évadnyitó előadását.
Tizennégy év elteltével ismét a városligeti porondra lépett a Rippel Ferenc és Rippel Viktor alkotta Rippel Brothers, akik legutóbb 2000 januárjában, a 3. Budapesti Nemzetközi Cirkuszfesztiválon szerepeltek itt és nyertek Ezüst Pirreot-díjat. Mellettük ismételten szerepet kapott a műsorban a Monte-carlói Nemzetközi Cirkuszfesztivál magyar bajnoka, Richter Flórián elefánt- és lovasprodukcióival. Fellépett Axt Elizabeth trapézszámával, a Duo Szeibe kutyaszámával illetve Pakucza József erőművész is.
A Baross Imre Artisképző két növendéke, Ádám és Benjamin kínai rúd számot mutatott be. A műsorban két külföldi vendégművész is szerepelt; Cesar Pindo, kígyóember, aki Ecuadorból érkezett Budapestre; valamint az amerikai Barry Lubin komikus bohóc.
Január 22-én, a magyar kultúra napja alkalmából kibővített előadást tartottak a Pintér Tibor vezette  Lovasszínház művészeivel, valamint a Bem Táncegyüttessel. Továbbá egy külön műsorblokkal emlékeztek meg Hirsch Zoltánról, Zoli bohócról.

### Műsorrend
1. rész
1. Diamond Birds – karikaszám
2. Barry Lubin – bohóc
3. A négy Chalimero – deszkaszám
4. Duo Szeibe – kutyaszám
5. Pakucza József – erőművész
6. Barry Lubin – bohóc
7. Ádám és Benjamin – kínai rúd
8. Cesar Pindo – kígyóember
9. Richter Flórián – lovak és elefánt

2. rész
1. Ádám Krisztián – magasdrót
2. Barry Lubin – bohóc
3. Sandra – borotváló elefánt
4. Rippel Brothers – kézegyensúlyozó szám
5. Axt Elizabeth – Washington trapéz
6. Barry Lubin – bohóc
7. Donnert család – lovasakrobata szám
8. Finálé

## Circussimo!

### Műsorrend
1. rész
1. Nistorov – görkorcsolya szám (Olaszország)
2. Eddy Carello – focilabda zsonglőr (Svájc)
3. Duo Splash – trapéz (Ukrajna)
4. Mr. Lorenz – bohóc (Olaszország)
5. Rich Metiku – kaucsuk (Etiópia)
6. Höschler család – fókaszám (Németország)
7. Mr. Lorenz – bohóc (Olaszország)
8. Shangdong csoport – lábikária (Kína)

2. rész
1. Farfan csoport – fliegende (Amerikai Egyesült Államok)
2. Mr. Lorenz – bohóc (Olaszország)
3. Eddy Carello – dobzsonglőr (Svájc)
4. Gerasymenko Brothers – táncos akrobatika (Ukrajna)
5. Shangdong csoport – ugrókötél (Kína)
6. Mr. Lorenz – bohóc (Olaszország)
7. Skokov csoport – hintaszám (Oroszország)
8. Finálé

## Balance

### Műsorrend
1. rész
1. Gerling csoport – magasdrót (Kolumbia)
2. Pascal – bohóc (Hollandia)
3. Flying Ball – akrobatikus kosárlabda show (Ukrajna)
4. Eva Chris – kisállatszám (Németország)
5. Duo Claire – levegőszám (Magyarország)
6. Kimberly Lester – lábzsonglőr (Portugália)
7. Pascal – bohóc (Hollandia)
8. Teibler csoport – deszkaszám (Magyarország)

2. rész
1. Denny Montico – oroszlánszám (Olaszország)
2. Pascal – bohóc (Hollandia)
3. Duo White Fantasy – zsonglőrök (Ukrajna)
4. Farfan csoport – fliegende (Amerikai Egyesült Államok)
5. Zenekari szám
6. X-Treme Brothers – kézenállás (Románia)
7. Pascal – bohóc (Hollandia)
8. Gerling csoport – halálkerék (Kolumbia)
9. Finálé